# جاکومو بولگارلی
جاکومو بولگارلی (به ایتالیایی: Giacomo Bulgarelli) بازیکن فوتبال اهل ایتالیا است 

## تیم ملی
از سال ۱۹۶۲ میلادی عضو تیم ملی فوتبال ایتالیا بوده و در ۲۹ بازی ملی حضور داشته‌است. او در بازی‌های ملی‌اش ۷ گل به ثمر رساند.
جاکومو بولگارلی آخرین بازی ملی خود را در سال ۱۹۶۷ میلادی انجام داد.